# Felippe Cardoso
Wanderson Felippe Cardoso dos Santos, noto semplicemente come Felippe Cardoso (San Paolo, 4 ottobre 1998), è un calciatore brasiliano, attaccante dell'Henan in prestito dall'Achmat Groznyj.

## Caratteristiche tecniche
È un'ala sinistra.

## Carriera
È cresciuto calcisticamente nell'Osvaldo Cruz.
Il 16 settembre 2018 ha esordito in Série A disputando, con il Santos, l'incontro pareggiato 0-0 contro il San Paolo.
Il 24 novembre successivo è andato a segno nel corso del match vinto 3-2 contro l'Atlético Mineiro.